# Pfarrhaus Drachhausen

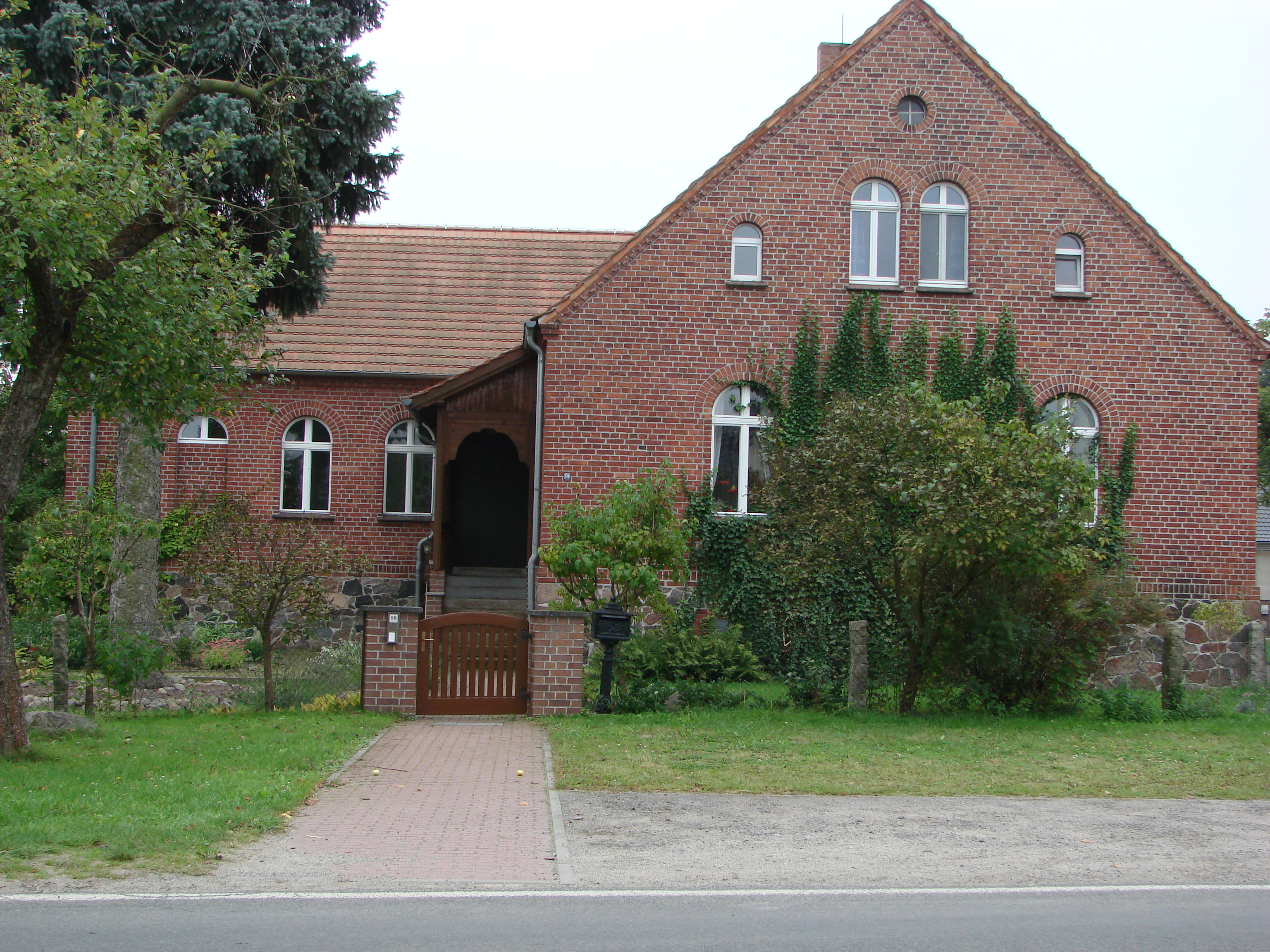
Pfarrhaus Drachhausen (2014)

Das Pfarrhaus Drachhausen ist das Pfarrhaus der Gemeinde Drachhausen im Landkreis Spree-Neiße in Brandenburg. Das Gebäude ist ein eingetragenes Baudenkmal in der Denkmalliste des Landes Brandenburg.

## Architektur und Geschichte
Das Pfarrgehöft in Drachhausen wurde im Jahr 1860 östlich neben der Dorfkirche errichtet. Ab 1999 wurden die Gebäude renoviert. Das als Wohnhaus des Pfarrers genutzte Pfarrhaus ist ein eingeschossiger Bau aus Ziegelmauerwerk auf einem Feldsteinsockel mit einem Satteldach. An der Westseite hat das Pfarrhaus vier Rundbogenfenster und eine Gliederung mit Klötzchenfries. An den schmalen Seiten liegen zwei große Rundbogenfenster und kleine rundbogige Fenster im ausgebauten Dachbereich, im Giebel befindet sich ein kleines Rundfenster. An der Westwand schließt sich rechtwinklig ein etwas niedrigerer Bauwerksteil mit einer Freitreppe an der Nordseite an. Die Kellerfenster im Sockel sind mit Ziegeln gerahmt.

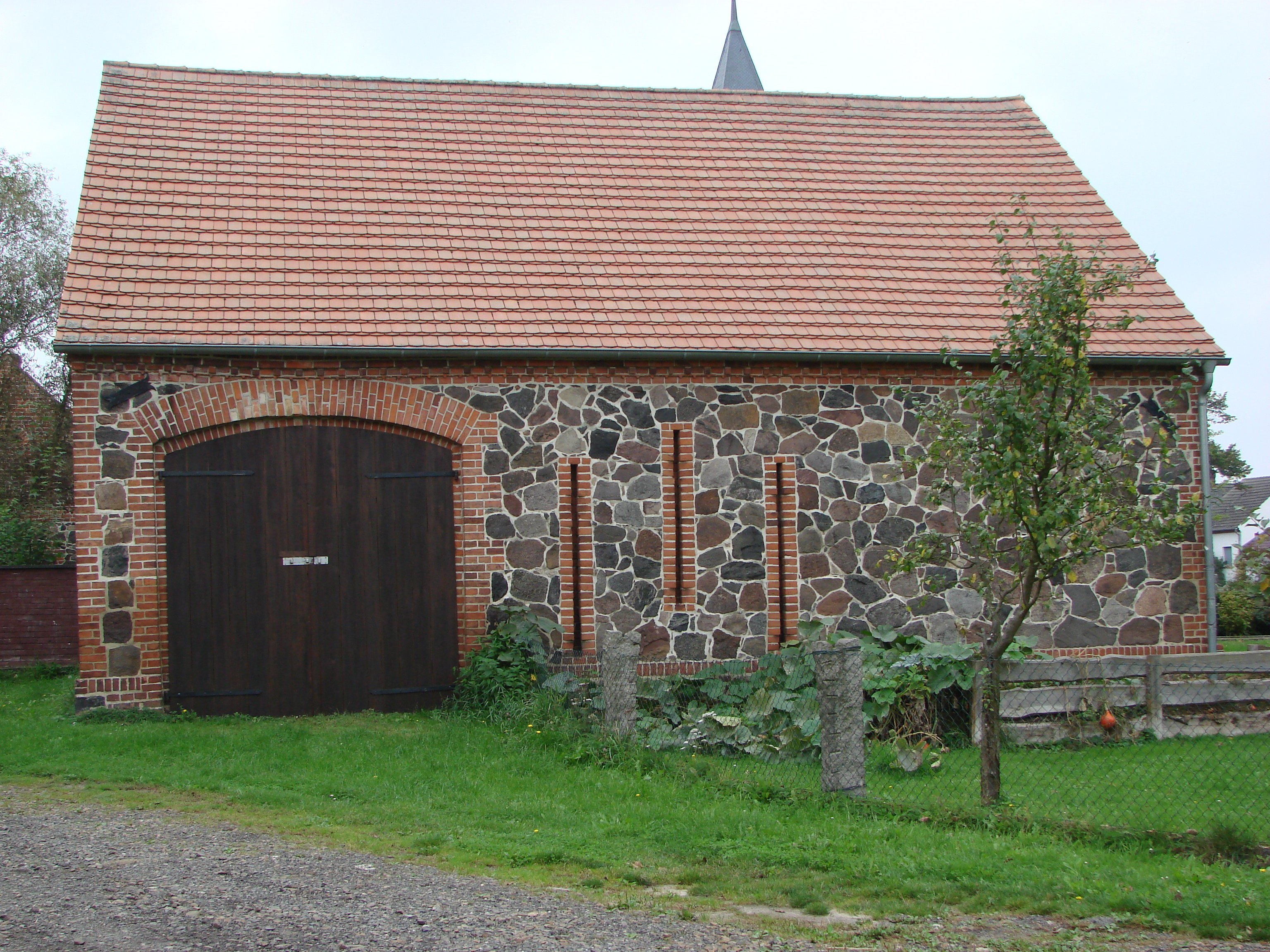
Zum Pfarrgehöft gehörende Scheune (2014)

Südlich des Pfarrhauses stehen zwei Stallgebäude und eine Durchfahrtscheune aus gespaltenen Feldsteinen und Sockeln aus Ziegeln. Die Gewände der Fenster und der flachbogigen Tore sind ziegelsichtig. In den Giebelfeldern der Durchfahrtscheune befinden sich kreuzförmige Lüftungsschlitze. Das Pfarrgehöft ist von einer Einfriedung umgeben, die nicht denkmalrelevant ist.